# بازار اسلحه
بازار اسلحه (The Arms Bazaar) نوشته آنتونی سمسون (۱۹۲۶ – ۲۰۰۴) روزنامه‌نگار بریتانیایی در ۱۹۷۷، پژوهشی درباره بازار جهانی جنگ‌افزار و معامله‌های کلان بین‌المللی آن است  .
کتاب به ایران ِ دوره محمدرضا شاه نیز پرداخته است.
فصل‌های کتاب عبارتند از:
- مرگ افزار
- اسلحه‌سازان و اعتقاداتشان
- بین‌الملل بزرگ
- صلح‌طلبان و اعتقاداتشان
- ایجاد یک مجمع
- کمپانی لاک‌هید و پیکار اروپایی‌اش
- نورثروپ و مرد دوران رنسانس جدید
- مشکل لاینحل بریتانیا
- اسرائیل خبیث در مقابل اعراب
- دوز و کلک در جهان سوم
- دلالی از عربستان سعودی
- بحران کالیفرنیا
- ژاپن: پشت پرده سیاه
- تسلیح شاه [ایران]
- بزرگترین معامله قرن
- افتضاحات
- کنترل کنندگان تجارت اسلحه
- جهان مسلح
- مقابله با مشکل